# Observatoire et Conservatoire des insectes du Sénégal
 (mai 2018).
L'Observatoire et Conservatoire des insectes du Sénégal (OCIS), créé en 2007, est une antenne de l'ICAHP, elle créée en 1994, qui a pour but de promouvoir la recherche entomologique en Afrique de l'Ouest, plus particulièrement au Sénégal.

## Buts et priorités de l'association
Le projet de l'OCIS entre dans le cadre de la gestion durable des écosystèmes, plus précisément dans la préservation de la biodiversité et la gestion des ressources vivantes. En raison de la surexploitation des écosystèmes traditionnellement utilisés, de la déforestation à des fins commerciales, agricoles ou d’urbanisation, ainsi que de la mise en culture de zones très sensibles, qui contribuent à l’érosion de la biodiversité, l'OCIS pense qu'il est urgent et nécessaire d’inventorier et de décrire la biodiversité existante dans ces écosystèmes avant que ceux-ci ne disparaissent irrémédiablement.
L'OCIS travaille région par région en commençant par la région de la Petite Côte, en inventoriant les insectes s'y trouvant, en commençant par les réserves existantes ainsi que de nombreux autres sites qui paraissent réunir les conditions nécessaires, ou qui paraissent sensibles.
L'OCIS éditera régulièrement des rapports d’observations afin d’y représenter les insectes répertoriés avec des photos pour faire connaître cette richesse, et enrichir le patrimoine déjà très riche dans ce secteur, puis faire des publications régulières des découvertes dans les revues spécialisées.
L'OCIS mettra à jour les listes des coléoptères, lépidoptères, etc., vivant au Sénégal.
Dans un deuxième temps, il s'agira de faire des recherches sur le maintien de la biodiversité des espèces ainsi que des études d’impacts sur l’environnement, sensibiliser le public et valoriser le patrimoine en animant des réunions d’information, faire des expositions scientifiques afin de toucher un plus large public.
Ensuite l'OCIS élargira les recherches entomologiques sur le pays tout entier, notamment dans les parcs nationaux, afin d’y enrichir, encore une fois, le patrimoine national en créant une nouvelle collection de guide de détermination sur les insectes du Sénégal, « Faune du Sénégal » car malheureusement à ce jour, rien de spécifique n’existe sur ce sujet. L'OCIS est prête à relever le défi, car il y a encore tant de choses à découvrir…
L'OCIS va également constituer une collection entomologique de référence digne de ce nom, pour ce faire, l'OCIS est à la recherche de fonds nécessaires à cette création.
Un site internet est déjà en place où figurent tous les insectes coléoptères déterminés à ce jour ; les insectes y sont représentés avec des photos.
Un nouveau site est mis à disposition où sont figurés les travaux en cours.
De nombreuses espèces nouvelles pour la science ainsi que nombreuses espèces nouvelles pour le Sénégal ont déjà été découvertes. Les articles relatant ces découvertes sont en cours de publication dans les revues concernées.
De nombreux insectes rencontrés au Sénégal sont aussi visibles sur le site des Insectes du Monde,
Des expéditions dans tout le pays sont régulièrement organisées afin de couvrir un maximum de territoire pour être le plus exhaustif possible (tous les Parcs Nationaux sont régulièrement visités grâce à l'obtention d'autorisations scientifiques nécessaires à la prospection sur le terrain).
L'OCIS étudie également les pays africains, principalement ceux de l'Afrique de l'Ouest, tels que la Mauritanie, le Mali, le Burkina Faso, le Togo, le Bénin, le Ghana, etc. où elle organise régulièrement des expéditions, mais aussi elle étudie sur l'Afrique centrale dont le Congo (des études entomologiques sont entreprises dans le parc national du Conkouati-Douli dans la région du Kouilou).
L'OCIS travaille en étroite collaboration avec l'association CEREB (Centre d’Études et de Recherches Entomologiques Béninois) où de nombreux travaux sont également en cours.

## Publications
- Les Acraea du Sénégal[7].
- Les Acraea du Musée de l'IFAN à Dakar[8]
- Les Rutelidae du Sénégal partie 1[9], partie 2[10] et nouvelle espèce[11]
- Synthèse des Trogidae du Sénégal[12]
- Les Vespidae du Sénégal (nouvelle espèce) 1[13] et 2[14]
- Les coléoptères du Parc National des Iles de la Madeleine[15]
- Biodiversité et Conservation des Iles de la Madeleine[16] (Parc National)
- Les Scarabaeidae du Parc National du Niokolo Koba[17]
- Les Scarabaeidae de la Réserve de Fathala (Parc National du Delta du Saloum)